# Prijevozništvo
Prijevozništvo ili otpremništvo (germanizam: špedicija, od njem. Spedition) je logistička djelatnost koja se odnosi na prijevoz, dostavu odn. otpremu dobara prometnim sredstvima, uz što manje troškove i u što kraćem vremenu. Također, ono je i predmet proučavanja logistike, ekonomske i prometnih znanosti. Dijeli se prema prometnim sredstvima kojima se koristi za otpremanje roba između dviju strana te prema vrsti prijevoznina (dobra, ljudi – putnički prijevoz).
Najraširenije je cestovno otrpemništvo, teretnim i dostavnim vozilima, no najviše se dobara u svijetu prevozi pomorskim prometom, u prvom redu energenata i sirovina za industriju, ali i robe široke potrošnje. Poštanski promet uglavnom se pokriva cestovnim (tzv. kurirske službe) i zračnim putem („zračna pošta”).
Prijevozništvo je uslužna (tercijarna) djelatnost koja preko opskrbnih lanaca posredno ili neposredno utječe na cijelo gospodarstvo, cijenu propizvodnje, a time i završnoga proizvoda. Svako kašnjenje u otpremi sirovina uzrokuje poremećaje u proizvodnji, što utječe na dostupnost i cijenu proizvoda ili usluga, a preko toga utječe i na životni standard ljudi te na stabilnost gospodarstva neke države (može potaknuti inflaciju). Učinkovito prijevozništvo nužno je za održivu robnu razmjenu i razvoj turizma.